# Environmental Sciences Europe
Environmental Sciences Europe est une revue scientifique à comité de lecture qui couvre le domaine des sciences de l'environnement.

## Présentation
Fondée en 1989 sous le titre allemand Umweltwissenschaften und Schadstoff-Forschung (« Recherche en sciences environnementales et pollution ») la revue change de titre en 2011. Elle est publiée par le groupe éditorial Springer Science+Business Media et a pour éditeur en chef Henner Hollert, directeur du département d'Analyse des écosystèmes de l'Institut de recherches environnementales à l'Université technique de Rhénanie-Westphalie à Aix-la-Chapelle. Le journal est en libre accès depuis 2011 sous licence Creative Commons.

## Indexation
Le journal est résumé et indexé dans les bases de données bibliographiques suivantes :
- Academic OneFile (en)
- Aquatic Sciences and Fisheries Abstracts (en)
- Biological Abstracts (en)
- BIOSIS Previews (en)
- CABI
- Current Awareness in Biological Sciences (en)
- Chemical Abstracts Service
- Expanded Academic (en)
- GeoRef
- Global Health (en)
- INIS Atomindex (en)
- International Bibliography of Periodical Literature (en)
- Scopus (Elsevier)